# Boeing KC-46 Pegasus
Boeing KC-46 Pegasus je vojenský letoun určený pro doplňování paliva jiných letounů ve vzduchu. Kromě doplňování paliva může sloužit i k přepravě cestujících a nákladu. Letoun byl vyvinut z letounu Boeing KC-767, přičemž oba stroje byly odvozeny od civilní dopravní verze Boeing 767. V únoru 2011 projekt firmy Boeing zvítězil v soutěži KC-X na tankovací letoun, který ve službě nahradí rychle zastarávající stroje Boeing KC-135 Stratotanker. Zařazení typu do služby bylo původně plánováno na srpen 2017, ale po zdrženích v průběhu zkoušek bylo odloženo a první exempláře začaly být USAF přejímány v lednu 2019.

## Vývoj

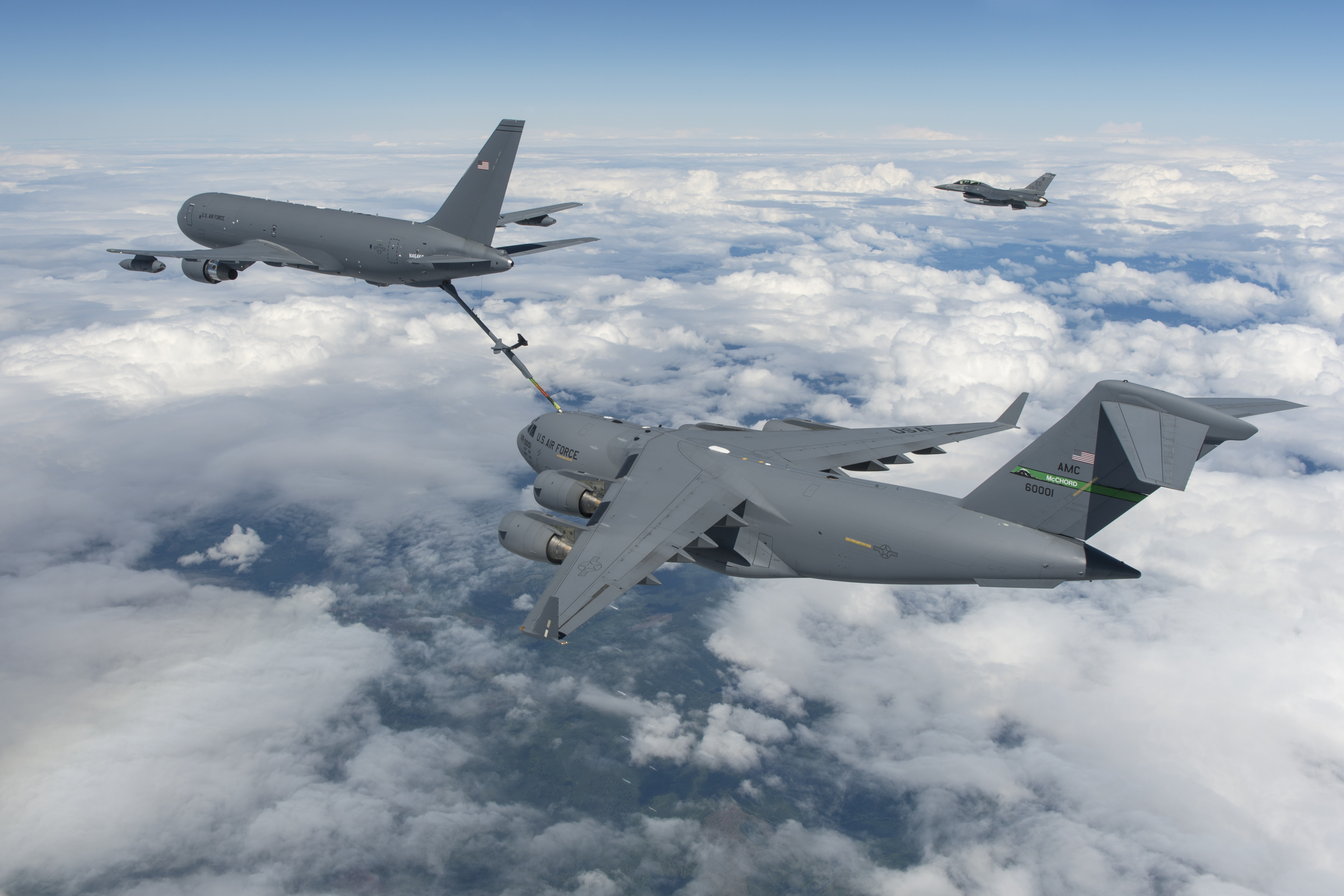
KC-46A při zkušebním doplňování paliva letounu McDonnell Douglas C-17 Globemaster III

Hlavním tankovacím letounem amerického letectva (USAF) je KC-135, zařazený do služby roku 1957. Přes postupné modernizace se technický stav letounů zhoršuje a jejich provoz je stále dražší. Vedení USAF proto rozhodlo o postupném nahrazení letounů KC-135 novým typem. První skupina letadel KC-767, tankovací verze letounu Boeing 767, měla být pronajata od společnosti Boeing. V roce 2003 bylo toto rozhodnutí změněno a USAF objednalo 80 letounů KC-767 a dalších 20 mělo být pronajato. V prosinci 2003 Pentagon projekt KC-767 zmrazil a v lednu 2006 byl definitivně zrušen. Zrušení následovalo po veřejném odhalení korupčního jednání při uzavírání smlouvy, přičemž svou roli hrály i rozdílné názory na pronájem letounů místo jejich zakoupení.
V lednu 2007 USAF oficiálně zahájilo program KC-X vypsáním požadavků na nový tankovací letoun. Program KC-X byl první fází programu nahrazení flotily letounů KC-135. americké ministerstvo obrany vyhlásilo vítězem tendru společný projekt společností EADS a Northrop Grumman odvozený od letounu Airbus A330 MRTT označovaný KC-30 (letoun dostal označení Northrop Grumman KC-45) před letounem Boeing KC-767. Dne 18. června 2008 Boeing zaslal oficiální protest proti výběru letounu KC-45. V roce 2010 USAF obnovilo soutěž KC-X spolu s upřesněnými požadavky na letoun. Po vyhodnocení nabídek byl v únoru 2011 letoun KC-767 vybrán jako vítězný stroj, který nahradí letouny KC-135.
V březnu 2023 získala společnost Boeing kontrakt v hodnotě 184 miliónů USD na modernizaci letounů KC-46A. Modernizace zahrnuje nové komunikační vybavení, které by mělo být šifrované a odolnější proti rušení.
V únoru 2025 byly objeveny trhliny u dvou letounů KC-46A amerického letectva. V reakci na to byly pozastaveny dodávky a byly zahájeny prohlídky všech 89 do té doby dodaných letounů. Zároveň výrobce KC-46A dlouhodobě řeší problémy s ráhnovým tankovacím systémem (boom) a systémem Remote Vision System (RVS), který využívá jeho operátor na palubě tankovacího letounu.

## Uživatelé
USA

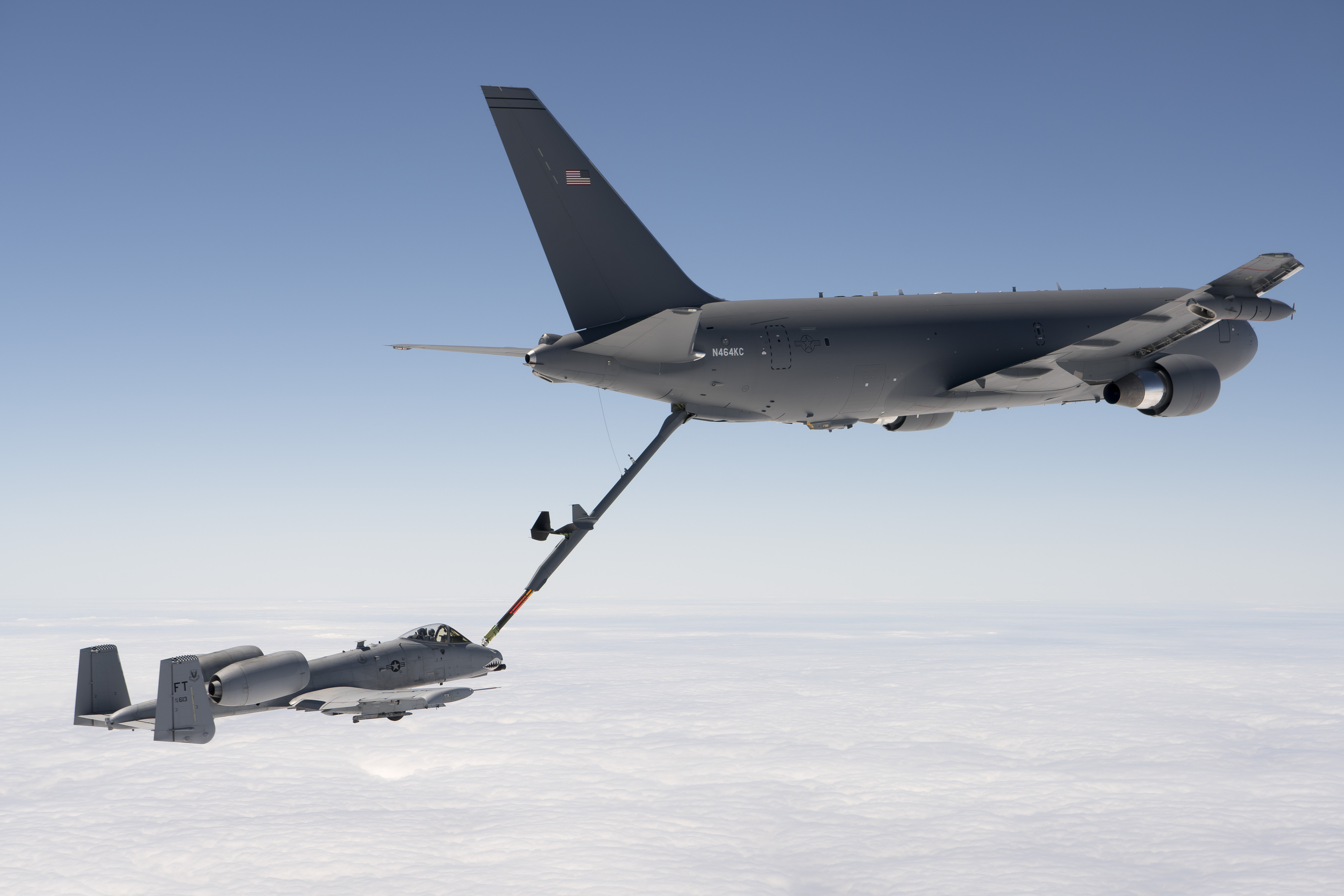
KC-46A při zkušebním doplňování paliva letounu Fairchild A-10 Thunderbolt II

- USAF k 30. srpnu 2019 bylo dodáno 19 letadel.[13] Celkem je objednáno 52 kusů, přičemž americké letectvo v dlouhodobém horizontu plánuje nakoupit 179 letadel.[14]
  - 97. Air Mobility Wing – základna Altus v Oklahome (dodaných 5 letadel)
    - 56th Air Refueling Squadron

  - 22nd Air Refueling Wing – základna McConnell v Kansasu (11 dodaných letadel)
    - 344th Air Refueling Squadron

  - 157th Air Refueling Wing (ANG) – základna Pease v New Hampshire (dodána 2 letadla)
    - 133d Air Refueling Squadron

 Izrael
- Izraelské letectvo objednalo čtyři KC-46A letadel. Poptává přitom až osm kusů.

 Japonsko
- Japonské vzdušné síly sebeobrany - Japonsko v říjnu 2016 vybralo KC-46A jako vhodný tankovací letoun pro japonské vzdušné síly sebeobrany. V září 2016 byla potvrzena dodávka čtyř letounů v rámci programu Foreign Military Sales. Hodnota kontraktu je 1,9 miliardy dolarů.[15][16]

## Specifikace (KC-46)

### Technické údaje
- Posádka: 3 (pilot, druhý pilot a operátor tankovacího zařízení)
- Kapacita: 114 cestujících, 18 palet 463L nebo 58 pacietnů
- Užitečný náklad: 29 500 kg
- Max. kapacita paliva: 94 198 kg
- Rozpětí: 48,1 m
- Délka: 50,5 m
- Výška: 15,9 m
- Nosná plocha:
- Plošné zatížení: kg/m²
- Prázdná hmotnost: 82 377 kg
- Max. vzletová hmotnost : 188 240 kg
- Pohonná jednotka: 2× dvouproudový motor Pratt & Whitney PW4062
- Výkon pohonné jednotky: 282 kN

### Výkony
- Cestovní rychlost: 851 km/h
- Maximální rychlost: 1046 km/h
- Dolet: 12 200 km
- Dostup: 12 200 m